# Manuel Amechazurra
Manuel Amechazurra (La Carlota, 18 maart 1884 – Barcelona, 13 februari 1965) was een Spaans-Filipijnse voetballer.
Amechazurra werd op geboren op het eiland Negros en was van Baskische afkomst. Als tiener kwam hij naar Barcelona om te studeren, waar Amechazurra in 1902 ging spelen bij Club Irish. In 1905 kwam hij bij FC Barcelona. Hij begon als vleugelaanvaller, maar werd al snel linksback. Naast speler was Amechazurra ook clubdirecteur gedurende een jaar. In 1908 vertrok Amechazurra naar Engeland vanwege zijn studie en daar zou hij voor verschillende clubs spelen. Hier leerde hij de modernste tactieken en technieken, die Amechazurra mee terugnam naar Spanje. Na een korte periode bij Irún Sporting Club, keerde Amechazurra in 1909 terug bij FC Barcelona. Hij zou tot 1915 bij de club blijven spelen, met verschillende korte onderbrekingen voor reizen die hem de bijnaam Aventurer opleverden. Amechazurra was gedurende vijf jaar aanvoerder en hij won met blaugranas vier Catalaanse titels, drie nationale bekers en viermaal de Copa de los Pirineos. Daarnaast speelde hij enkele wedstrijden in het Catalaans elftal. Amechazurra geldt als de eerste profvoetballer van de club. Hij ontving 300 pesetas per maand in ruil voor Engelse les aan enkele clubdirecteuren. In 1915 keerde hij terug naar de Filipijnen, waar hij een theatergenootschap oprichtte. Na de Tweede Wereldoorlog keerde Amechazurra terug in Barcelona, waar hij tot zijn overlijden woonde.